# Hannelore Siegel
Hannelore Siegel (* 5. August 1941 in Miesenbach als Hannelore Suppmayr; † 26. November 2016 in Durach) war eine deutsche Landwirtin und Mitglied des Bayerischen Senats.

## Leben und Wirken
Nach dem Besuch der Volksschule in Durach und der landwirtschaftlichen Berufsschule war Suppmayr auf dem landwirtschaftlichen Betrieb ihrer Eltern tätig. 1964 wurde sie in den landwirtschaftlichen Betrieb Siegel in Durach eingeheiratet. Von 1971 bis 1991 war sie Ortsbäuerin des BBV in Durach, von 1987 bis 1997 Kreisbäuerin im Landkreis Oberallgäu und von 1992 bis 2002 Bezirksbäuerin für Schwaben sowie von 1995 bis 2002 Landesbäuerin. Darüber hinaus gehörte sie dem Bundesvorstand des Deutschen Landfrauenverbandes an und bekleidete von 1999 bis 2002 das Amt der zweiten Vizepräsidentin.

## Politik
Von 1984 bis 1996 gehörte Siegel dem Gemeinderat von Durach als Vertreterin einer freien Wählerschaft an, von 1996 bis 1999 dem Bayerischen Senat. 1999 wurde sie von der CSU für die 11. Bundesversammlung nominiert.